# 黃國敏
黃國敏，台灣政治學學者，專長於比較政治，曾任中華大學行政管理系系主任，現為公共行政所副教授兼所長。

## 生平
於美國紐約州立大學，取得政治學博士。
2005年苗栗縣長選舉，徐耀昌以無黨籍候選人身份參選，黃國敏負責規劃其縣政白皮書。

## 爭議事件

### 選舉民調事件
2005年11月4日，公布由系上學生所做的民調，民調結果不利於民進黨候選人邱炳坤。邱炳坤陣營質疑此份民調，是在徐耀昌授意下發表，以違反選罷法控告黃國敏。黃國敏駁斥此項指控。

### 徐耀昌論文抄襲事件
2011年12月21日，與徐耀昌同選區的民進黨籍候選人楊長鎮，指控徐耀昌碩士論文抄襲，前三章內容與和前新竹縣議長張碧琴的論文前三章相似度超過八成，要求教育部撤消其碩士資格。徐耀昌與張碧琴皆是黃國敏指導的學生，徐耀昌否認曾看過或抄襲張碧琴的論文。	
黃國敏致信徐耀昌，認為這是選舉抹黑。